# Wallabies-Nunatakker
Die Wallabies-Nunatakker sind eine große Gruppe von Nunatakker im Transantarktischen Gebirge nahe dem Polarplateau. Sie liegen rund 16 km nordöstlich der All-Blacks-Nunatakker auf der Ostseite des Byrd-Firnfelds.
Teilnehmer der New Zealand Geological Survey Antarctic Expedition (1960–1961) benannten sie nach den Wallabies, der Rugby-Nationalmannschaft Australiens.